# 矢部勝
矢部 勝（、1959年〈昭和34年〉 - ）は東京現像所代表取締役社長。新潟県出身。

## 経歴
1983年に東宝に入社。宣伝プロデューサーとして数多くの作品に参加。2003年に宣伝部長を経て、2005年に系列会社の東宝アドへ出向専務取締役（営業担当）となる。2015年に東京現像所へ移籍し、代表取締役社長となる。

## 代表作
| 公開年月日 | 公開年月日 | 作品名                         | 制作（配給） | 役職               |
| ---------- | ---------- | ------------------------------ | --- | ------------------ |
| 1984年     | 12月15日   | ゴジラ                         | 東宝映画 （東宝） | 宣伝係             |
| 1985年     | 4月13日    | さびしんぼう                   | アミューズ・シネマ・シティ 東宝映画 （東宝）                                                                                       | 宣伝プロデューサー |
| 1985年     | 12月21日   | 姉妹坂                         | 東宝映画 （東宝） | 宣伝係             |
| 1986年     | 7月26日    | チェッカーズSONG FOR U.S.A.    | スリースタープロ ユニオン映画 （東宝）                                                                                             | 宣伝プロデューサー |
| 1987年     | 8月29日    | ハワイアン・ドリーム           | フジテレビ （東宝） | 宣伝プロデューサー |
| 1988年     | 2月20日    | ロックよ、静かに流れよ         | プルミエ・インターナショナル ジャニーズ事務所 （東宝）                                                                             | 宣伝プロデューサー |
| 1988年     | 5月18日    | 海へ 〜See you〜               | ニュー・センチュリー・プロデューサーズ （東宝）                                                                                    | 宣伝プロデューサー |
| 1989年     | 12月16日   | ゴジラvsビオランテ             | 東宝映画 （東宝） | 宣伝プロデューサー |
| 1991年     | 1月15日    | 大誘拐 RAINBOW KIDS            | 喜八プロ ニチメン フジエイト 東宝映画 （東宝）                                                                                     | 宣伝プロデューサー |
| 1992年     | 5月16日    | ミンボーの女                   | ITAMI FILMS INC. （東宝） | 宣伝プロデューサー |
| 1993年     | 5月29日    | 大病人                         | ITAMI FILMS INC. （東宝） | 宣伝プロデューサー |
| 1994年     | 2月5日     | ラストソング                   | 東宝映画 フジテレビ （東宝） | 宣伝係             |
| 1994年     | 7月16日    | 平成狸合戦ぽんぽこ             | 徳間書店 日本テレビ 博報堂 スタジオジブリ （東宝）                                                                                 | 宣伝プロデューサー |
| 1995年     | 3月11日    | ガメラ 大怪獣空中決戦          | 大映 日本テレビ 博報堂 （東宝） | 宣伝プロデューサー |
| 1995年     | 7月15日    | 耳をすませば                   | 徳間書店 日本テレビ 博報堂 スタジオジブリ （東宝）                                                                                 | 宣伝プロデューサー |
| 1995年     | 7月15日    | On Your Mark〜ジブリ実験劇場   | 徳間書店 日本テレビ 博報堂 スタジオジブリ （東宝）                                                                                 | 宣伝プロデューサー |
| 1995年     | 9月29日    | 静かな生活                     | 伊丹プロダクション （東宝） | 宣伝プロデューサー |
| 1995年     | 12月9日    | ゲレンデがとけるほど恋したい。 | アルペン ザ・ヴォイス・プロジェクト （東宝）                                                                                       | 宣伝プロデューサー |
| 1996年     | 7月13日    | ガメラ2 レギオン襲来           | 大映 日本テレビ 博報堂 富士通 日本出版販売 （東宝）                                                                                | 宣伝プロデューサー |
| 1997年     | 7月12日    | もののけ姫                     | 徳間書店 日本テレビ 電通 スタジオジブリ （東宝）                                                                                   | 宣伝プロデューサー |
| 2001年     | 7月20日    | 千と千尋の神隠し               | 徳間書店 スタジオジブリ ウォルト・ディズニー・インターナショナル・ジャパン 日本テレビ 電通 東北新社 三菱商事 ディーライツ （東宝） | 宣伝顧問           |
| 2002年     | 7月20日    | 猫の恩返し                     | 徳間書店 スタジオジブリ ウォルト・ディズニー・インターナショナル・ジャパン 日本テレビ 博報堂 三菱商事 ディーライツ （東宝）        | 宣伝顧問           |
| 2004年     | 11月20日   | ハウルの動く城                 | 徳間書店 スタジオジブリ ウォルト・ディズニー・ジャパン 日本テレビ 電通 三菱商事 ディーライツ （東宝）                              | 宣伝顧問           |